# Tropism
Tropismele reprezintă o reacție activă a plantelor la excitant prin schimbarea direcției de creștere sau a poziției anumitor organe. Aceste mișcări se datorează creșterii inegale a celulelor de pe părțile opuse ale organelor supuse acțiunii excitantului, determinată de acțiunea  hormonilor. În funcție de natura excitantului se deosebesc: geotropisme, fototropisme, hidrotropisme, chimiotropisme etc.